# Steuerverweigerung
Steuerverweigerung bezeichnet die grundsätzliche Weigerung eines Menschen, dem Staat Steuern zu zahlen.

## Abgrenzung zur Steuerhinterziehung
Gesetzlich wird die Steuerverweigerung nicht von der Steuerhinterziehung unterschieden und ist damit als solche strafbar.
Im Gegensatz zu gewöhnlichen Steuerhinterziehern handeln Steuerverweigerer vorgeblich uneigennützig und aus Gewissensgründen. Sie geben an, dass sie bestimmte staatliche Maßnahmen (z. B. Kriegseinsätze), das politische System oder den Staat an sich als unmoralisch ablehnen und deshalb nicht zur finanziellen Unterstützung dieses Systems bzw. der als unmoralisch betrachteten Handlungen gezwungen werden wollen.
Steuerverweigerung findet in der Regel nicht heimlich statt. Der Steuerverweigerer sucht sogar den Kontakt zu Medien und Öffentlichkeit, um die eigenen Beweggründe darzulegen und andere Menschen zu ermutigen, ebenfalls die Zahlung von Steuern aus Gewissensgründen zu verweigern. Steuerververweigung kann damit als eine Form des gewaltlosen Widerstands und des zivilen Ungehorsams definiert werden.

## Situation in Deutschland

### Rechtslage
Eine Steuerverweigerung aus Gewissensgründen ist in Deutschland nicht zulässig. Klagen zur Steuerverweigerung wurden wegen „verfassungsimmanenter Schranken“ abgewiesen. Das Bundesverfassungsgericht (BVerfG) entschied 1992: „Durch die strikte Trennung von Steuererhebung und haushaltsrechtlicher Verwendungsentscheidung gewinnt der Staat rechtsstaatliche Distanz und Unabhängigkeit gegenüber dem ihn finanzierenden Steuerpflichtigen und ist deshalb allen Bürgern […] in gleicher Weise verantwortlich.“ In der Abweisung einer Verfassungsklage bestätigte das BVerfG seine Entscheidung noch einmal im Jahr 2003. In Literatur und Rechtsprechung wird das Recht auf Steuerverweigerung fast immer mit der Begründung abgelehnt, dass der Steuerverweigerer auf die Steuerverwendung durchgreifen wolle, oder es wird als Verstoß gegen das für die Steuerverwendung geltende Zweckbindungsverbot von Steuern gewertet, auch Non-Affektations-Prinzip genannt.
Das Bundesverfassungsgericht stellte weiter fest: „Auf der Grundlage dieser Trennung zwischen steuerlicher Staatsfinanzierung und haushaltsrechtlicher Verwendungsentscheidung ist für den einzelnen Steuerpflichtigen weder rechtserheblich noch ersichtlich, in welchen Haushalt seine Einkommensteuerzahlungen … fließen und welchem konkreten Verwendungszweck sie innerhalb eines bestimmten Haushalts dienen. Die Pflicht zur Steuerzahlung lässt mithin den Schutzbereich des Grundrechts der Gewissensfreiheit (Art. 4 Abs. 1 GG) unberührt.“
Wendet sich ein Steuerpflichtiger gegen die Verwendung von Steuermitteln zur Finanzierung von „kriegerischen Auseinandersetzungen als Mittel zur Überwindung zwischenstaatlicher Konflikte“, so kann dieses Ziel nur auf der Grundlage einer gesetzlichen Regelung erreicht werden, „nach der es dem Steuerpflichtigen – ggf. unter bestimmten Voraussetzungen – gestattet wird, den von ihm geschuldeten Steuerbetrag in einen noch zu schaffenden Friedensfond einzuzahlen, dessen Aufkommen nur bestimmten – in dem entsprechenden Gesetz näher festzulegenden – Zwecken zugute kommen darf. Eine solche das Budgetrecht des Parlaments partiell einschränkende Regelung gibt es jedoch derzeit nicht.“ So entschied im Jahr 2002 ein Finanzgericht im Fall einer Steuerverweigerin. In der Ablehnung ihrer Klage zeigte das Gericht jedoch Verständnis für die Position der Klägerin: „Man mag dies – wie die Klägerin – bedauern. Verfassungsrechtlich geboten ist die Einführung eines solchen Sonderfonds jedenfalls nicht.“

### Urteilskritik
Der grüne Rechtspolitiker und Richter Paul Tiedemann sorgte 1991 mit seiner These für Aufmerksamkeit, dass die verfassungsmäßig verankerte Gewissensfreiheit schon de lege lata (nach geltendem Recht) das Recht umfasse, die Steuer aus Gewissensgründen zu verweigern. Er bezog sich vor allem darauf, dass die Gewissensfreiheit im Grundgesetz nicht durch ein anderes Gesetz einschränkbar ist.
Der Rechtswissenschaftler Harald Maihold hält es für einen „Trick in der herrschenden Argumentation“, dass die rechtliche Zurechnungsregel der Parlamentshoheit zum Inhalt des Gewissens werde. Er sieht in der Schrankendiskussion einen Subsumtionsfehler, da nicht einschränkbare Grundrechte auch nicht durch nachrangige Artikel des Grundgesetzes beeinträchtigt werden dürften, wenn der Gesetzgeber nicht zwischen verschiedenen Grundrechten abwägen muss, um beide im größtmöglichen Umfang sicherzustellen.
Als Alternative zur Steuerverweigerung wurde über sogenannte „Friedensfonds“ diskutiert, um Steuern zweckgebunden verbuchen zu können. Der Moraltheologe Eberhard Schockenhoff schreibt: „Wo der Staat über Alternativen verfügt, muss er diese bereitstellen.“ Die Verpflichtung des Staates, gewissensneutrale Alternativen bereitzustellen, wird nicht nur von Moraltheologen, sondern auch von einigen Staatsrechtlern bejaht. Prominente Befürworter sind Erhard Eppler, die Juristin Herta Däubler-Gmelin und der Journalist Franz Alt.
Obwohl die Gerichte alle diesbezüglichen Klagen einhellig zurückwiesen und damit entschieden, dass der Bürger dem Staat die Zahlung von Steuern nicht unter Berufung auf sein persönliches Gewissen verweigern darf, gab es immer wieder Versuche, Steuerverweigerung auf dem Rechtsweg durchzusetzen.
Einige Aktivisten machten vor Gericht geltend, aufgrund der grundgesetzlichen Gewissensfreiheit keine Finanzierung militärischer Ausgaben durch Zahlung von Steuern vornehmen zu wollen. Sie stützen sich bei diesem ethischen Anspruch unter anderem auf eine Formulierung des Bundesverfassungsgerichtes von 1960 im Zusammenhang mit der Kriegsdienstverweigerung. Das Gericht definiert: „‚Gewissensentscheidung‘ im Sinne des Art. 4 Abs. 3 GG ist jede ernste sittliche, das heißt an den Kategorien von ‚Gut‘ und ‚Böse‘ orientierte Entscheidung, die der Einzelne in einer bestimmten Lage als für sich bindend und unbedingt verpflichtend innerlich erfährt, so dass er gegen sie nicht ohne ernste Gewissensnot handeln könnte“. Die Gerichte folgten dieser Argumentation nicht und wiesen die Klagen ab.

## Historische Beispiele

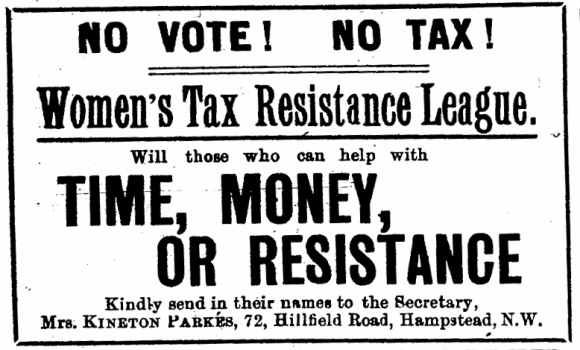
Women’s Tax Resistance League (England, 1910)

Beispiele für Steuerverweigerung und Widerstand gegen Steuereintreibung und -erhebung in der Geschichte:
- Steuerstreik in den Niederlanden gegen die spanische Steuererhebung. Er endete 1581 unter der Führung des Prinzen Wilhelm von Nassau-Oranien mit der Unabhängigkeitserklärung der Nordniederlande.
- Steuerstreiks und Steuerboykotts der amerikanischen Kolonisten gegen britische Steuern (1764 bis 1776), vor allem gegen die Stempelsteuer und die Teesteuer (Boston Tea Party) dehnten sich zur Freiheitsbewegung aus und führten 1776 zur Unabhängigkeitserklärung, mit der Folge der Loslösung der amerikanischen Kolonien vom Mutterland und der Gründung der Vereinigten Staaten.
- Die Französische Revolution begann damit, dass am 17. Juni 1789 der erweiterte dritte Stand den allgemeinen Steuerstreik als Protest gegen Adel und Klerus ausrief.
- Am 8. November 1848 entmachtete Friedrich Wilhelm IV. die Preußische Nationalversammlung und verfügte ihre Ausweisung von Berlin nach Brandenburg an der Havel. Als die Deputierten daraufhin die allgemeine Steuerverweigerung beschlossen, wurde die Sitzung durch das Militär gesprengt.
- Nach der Auflösung der 1. Reichsduma durch Zar Nikolaus II. im Jahr 1906 riefen einige Abgeordnete im Wyborger Manifest erfolglos zur Steuer- und Wehrdienstverweigerung auf.
- Innerhalb der Landvolkbewegung in Schleswig-Holstein kam es 1928/29 als Protest gegen die Politik der Weimarer Republik zu einem Steuerboykott und öffentlichen Verbrennungen von Steuerbescheiden.
- Ein wesentliches Detail des indischen Unabhängigkeitskampfes war der gewaltfreie Kampf Gandhis gegen die britische Salzsteuer (Salzmarsch, 1930).
- Mit einem Steuerstreik versuchte 2003 die Opposition Venezuelas der Regierung Geldquellen zu entziehen und den Präsidenten Hugo Chávez zum Rücktritt zu zwingen.